# Артур Еріх Гаас
Артур Еріх Гаас (нім. Arthur Erich Haas; 30 квітня 1884, Брно — 20 лютого 1941, Чикаго) — австрійський фізик-теоретик і популяризатор науки, автор робіт, присвячених квантовій теорії, атомній фізиці, теоретичній спектроскопії, історії фізики. Гаасу належить перша модель атома, в яку було безпосередньо введено уявлення про кванти енергії і яка може розглядатися як попередник борівської моделі атома.

## Біографія

### Походження та освіта (1884—1906)
Артур Еріх Гаас народився в моравському місті Брюнн (нині — чеський Брно) у багатій родині австрійських євреїв. Його батько Густав Гаас (нім. Gustav Haas, 1850—1913) мав юридичну фірму і, крім іншого, представляв інтереси впливової єврейської сім'ї Стракошів (нім. Strakosch), що контролювала значну частину цукрового ринку Австро-Угорської імперії. Саме з цієї сім'ї походить мати майбутнього вченого — Габріель Стракош (1861—1916). Артур був першою дитиною в родині, в 1887 році народився його брат Отто, а в 1893 році — сестра Маргарете. У десятирічному віці юний Гаас пішов у першу німецьку гімназію в Брюнні й 1902 року закінчив її з відзнакою з фізики й математики, однак особливі успіхи мав у вивченні латинської та грецької мов. У тому ж році він вступив до Віденського університету, де, попри бажання батька, що бачив його юристом, почав вивчати фізику й хімію. Тут Гаас навчався у фізиків-експериментаторів Франца Екснера і Віктора фон Ланга, проте не був задоволений якістю університетських лекцій; на другому році навчання він потрапив під вплив Людвіга Больцмана. Крім того, як член студентського братства, він брав участь у поширених у цих колах шабельних боях, був поранений і до кінця життя носив на своєму обличчі шрами, про що згодом не раз жалкував і називав таке проведення часу «центральноєвропейським ідіотизмом».
1904 року Гаас прибув у Геттінген, щоб продовжити навчання в місцевому університеті. Попри огиду до способу життя Геттінгенського студентства, він гідно оцінив якість викладання: слухав курс експериментальної фізики в Едуарда Рікке, теоретичної фізики у Вольдемара Фогта, фізичної хімії у Вальтера Нернста, радіоактивності у Йоганнеса Штарка, механіки й гідравліки у Людвіґа Прандтля, електрики у Германа Теодора Симона, а також лекції з різних розділів математики, що читалися Феліксом Кляйном, Давидом Гільбертом і Германом Мінковським. Хоча Симон пропонував йому зайнятися інтерференцією звукових хвиль у газорозрядних системах і захистити на цю тему дисертацію, молодий австрієць повернувся до Відня, щоб возз'єднатися з сім'єю, яка якраз перебралася з Брюнна в столицю. Гаас звернувся до Больцмана, який порадив узяти дисертаційною темою історичний аналіз другого закону термодинаміки. Однак їм так і не вдалося обговорити цей напрям роботи через хворобу Больцмана, тому Гаас взяв іншу тему з історії науки — «Античні теорії світла» (нім. Antike Lichttheorien) — і в жовтні 1906 року, вже після смерті свого наставника, на відмінно пройшов всі випробування й отримав докторський ступінь.

### Габілітація (1907—1912)

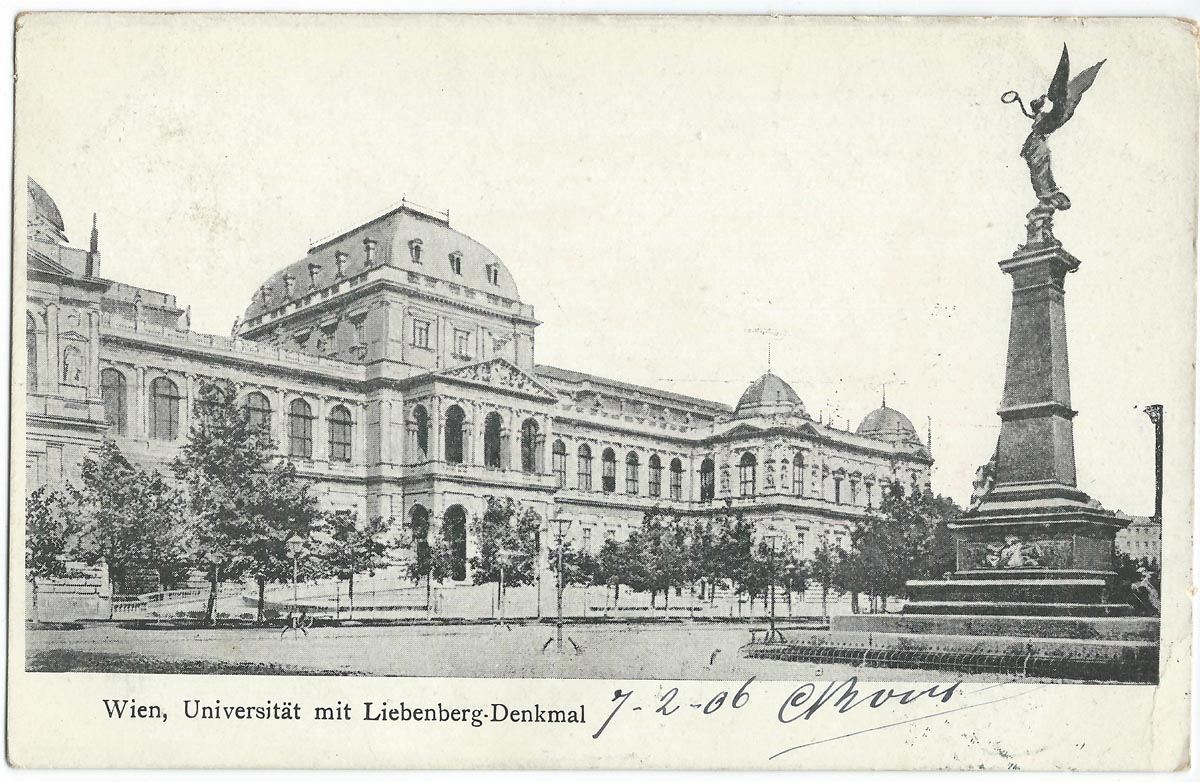
Віденський університет (головний корпус) на листівці початку XX століття

Після захисту дисертації Гаас постав перед дилемою — продовжити академічну кар'єру або приєднатися до сімейного цукрового бізнесу. Протягом декількох років він вів світське життя багатого молодого чоловіка, відвідуючи численні вечори, театральні постановки й заміські курорти. Крім того, в жовтні 1907 року він вступив добровольцем у 5-й драгунський полк («жовті драгуни»), проте незабаром втомився від служби, був звільнений у запас за станом здоров'я і повернувся до Відня. Одночасно він багато читав і написав кілька статей, присвячених історичним і філософським аспектам науки. Серед них була і робота, яка містить історичний аналіз другого закону термодинаміки — тема, запропонована йому ще Больцманом. Поступово Гаас прийшов до ідеї розглянути історичний розвиток концепції збереження енергії, витоки якої він бачив в античних ідеях про вічність атомів і світу загалом. Свої міркування він доповів на щорічних зборах Німецького товариства дослідників природи й лікарів у Кельні у вересні 1908 року і виклав у праці, закінченій до Різдва того ж року. Цю роботу вчений представив на філософський факультет Віденського університету як дисертацію, розраховуючи пройти габілітацію — обов'язкову умову для отримання викладацької посади. Результат був не дуже обнадійливим: хоча філософська сторона роботи була оцінена дуже високо, фізикам Екснеру і фон Лангу фізична частина дисертації здалася занадто мізерною і вони запропонували доповнити її розділом технічного змісту.
Гаас, вражений і ображений такою відповіддю, вирішив взагалі залишити фізику і стати юристом, як того хотів батько. Уже через рік він успішно склав іспит з юриспруденції, а в 1911 році отримав офіційне свідоцтво (Absolutorium) про закінчення юридичного факультету Віденського університету. Однак на той час він уже переглянув своє поспішне рішення і наприкінці 1909 року повернувся до занять фізикою. Щоб знайти тему для дисертаційного дослідження, він вивчив найсвіжішу літературу і виявив, що формула, виведена Максом Планком для спектра теплового випромінювання абсолютно чорного тіла, і нова стала, що входить у цей закон, до того моменту не отримали задовільного пояснення. Результатом досліджень Гааса стала стаття, яка вийшла в 1910 році і в якій він вперше використав квантові міркування для пояснення структури атома. Його результати передбачали деякі особливості моделі атома, опубліковані Нільсом Бором три роки по тому. Однак комісія з розгляду дисертації, у яку на цей раз входили експериментатор Ернст Лехер і теоретик Фрідріх Газенорль, не змогла гідно оцінити представлені результати й відкинула роботу. Лехер навіть назвав ідеї Гааса «карнавальним жартом». Лише побувавши на першому Сольвеївському конгресі, де серед іншого обговорювалися і публікації молодого австрійця, Газенорль повною мірою усвідомив значущість його результатів і запропонував знову подати дисертацію в доопрацьованому вигляді. Робота була негайно прийнята, і в серпні 1912 року Гаас отримав право викладати (venia legendi) історію науки у Віденському університеті.

### З Відня до Лейпцига (1912—1921)

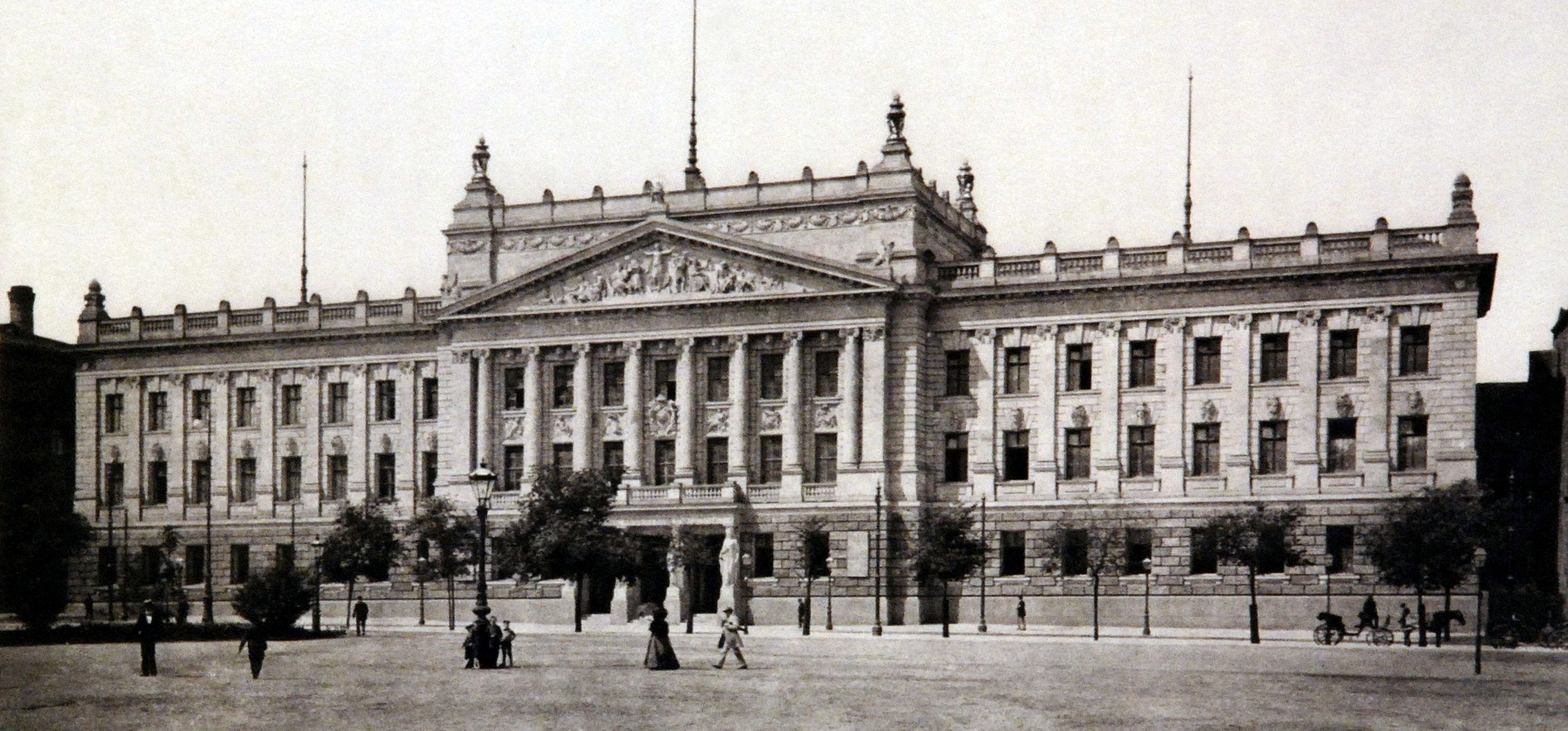
Лейпцизький університет (1898)

У жовтні 1912 року Гаас як приват-доцент без оплати почав читати у Віденському університеті лекції з історії фізики. Одночасно він активно займався популяризацією науки, зокрема виступав з публічними лекціями, які організовувалися товариством «Уранія». Восени 1913 року на запрошення відомого історика Карла Зудгофа, з яким вони познайомилися на одному із з'їздів Німецького товариства дослідників природи і лікарів, Гаас обійняв посаду екстраординарного професора Лейпцизького університету. У його обов'язки крім читання лекцій з історії фізики входило редагування п'ятого тому «Біографічного довідника з історії точних наук», який був заснований у 1863 році Іоганном Поггендорфом. Поступово, однак, його інтереси зміщувалися в сторону фізики як такої: вже в літньому семестрі 1914 року він прочитав курс, в якому звернувся не тільки до історії механіки, а й до її математичного формалізму; в тому ж році ці лекції були опубліковані окремим виданням.
У жовтні 1914 року, після повернення до Відня після закінчення семестру, Гаас був викликаний на військову службу у зв'язку з початком Першої світової війни. Він не був відправлений на фронт за станом здоров'я і займав різні офіцерські посади в тилу: спочатку відповідав за госпіталь для поранених коней, потім займався паперовою роботою в рідному Брюнні. У травні 1917 року вчений переконав начальство відпустити його для роботи над «Біографічним довідником» і повернувся в Лейпциг, проте до цього моменту редагування видання повністю перейшло в руки старого Артура фон Еттінгена; Гаас поступово віддалився від цієї діяльності й більше нею не займався (сам довідник був виданий тільки в 1926 році). До моменту свого повернення він остаточно відійшов від історії науки і сконцентрувався на сучасних досягненнях фізики, прочитавши один з перших у Німеччині курсів теорії відносності. Одночасно Гаас працював над підручником теоретичної фізики (нім. Einführung in die Theoretische Physik), який вийшов незабаром після закінчення війни і став справжнім бестселером. Книга неодноразово перевидавалася, була переведена на англійську та інші мови, створила автору славу успішного письменника і приносила постійний дохід у непрості повоєнні роки.

### Повернення у Відень (1921—1934)
Після закінчення Першої світової війни й розпаду Австро-Угорської імперії Гаас, як уродженець Брно, став вважатися громадянином Чехословаччини. Лише в липні 1921 роки йому вдалося домогтися повернення йому австрійського громадянства. Цього ж року він остаточно повернувся до Відня й у серпні зайняв в університеті колишню посаду приват-доцента. 1923 року вчений став екстраординарним професором, проте, як і раніше, цей пост не передбачав оплати. У цей час питання грошей набуло особливого значення: через післявоєнний економічний колапс практично всі сімейні статки, вкладені в акції та військові облігації, зникли, так що основним джерелом доходу для Гааса стали гонорари за написані ним книги, особливо популярні. Так, ще в 1920 році він опублікував свою першу науково-популярну книгу «Природа нової фізики» (нім. Das Naturbild der neuen Physik), яка виявилася досить успішною і витримала кілька перевидань у наступні роки; в 1924 році вийшла книга «Атомна теорія в елементарному викладі» (нім. Atomtheorie in elementarer Darstellung). Економічна ситуація, неможливість професійного росту й посилення в австрійському суспільстві й Віденському університеті антисемітських настроїв не дозволяли Гаасу розраховувати на успішний розвиток кар'єри в Австрії. Він почав серйозно замислюватися про пошук позиції за межами країни, наприклад, у США.
У серпні 1924 року Гаас познайомився з молодою жінкою на ім'я Емма Беатріс Губер (1896—1985), що прочитала у Відні лекцію про американську систему освіти (ця тема цікавила фізика в зв'язку з можливою еміграцією). Губер, німкеня за походженням, кілька років прожила в Америці, а потім повернулася до Європи й до моменту зустрічі з Гаасом вчилася у віденській школі мистецтв. Уже через кілька тижнів, 8 вересня 1924 року, вони одружилися. Наступного року в них народився син Артур, а ще через рік — другий син Георг. До цього часу фінансове становище дещо покращилося, оскільки Гаас отримав у Віденській академії наук пост актуарія, якому він добре відповідав як за своєю математичною підготовкою, так і за юридичною освітою. Серед книг, опублікованих ним у другій половині 1920-х років, — монографія з класичної механіки (нім. Mechanik der Massenphysik und der Starren Körper), популярне видання «Світ атомів» (нім. Die Welt der Atome) і, ймовірно, найуспішніший його твір «Хвилі матерії і квантова механіка» (нім. Materiewellen und Quantenmechanik), присвячений новітнім досягненням фізики.
Попри стабілізацію фінансового становища, Гааса не покидала думка про еміграцію. У початку 1927 року він здійснив першу поїздку по США, організовану по лінії Інституту міжнародної освіти. Протягом двох місяців він відвідав з лекціями 26 установ Східного узбережжя і Середнього Заходу, в тому числі виступав у Єльському, Прінстонському, Колумбійському, Корнельському та інших університетах. У 1930—1931 роках Гаас здійснив друге турне по Америці, відвідавши 50 університетів, у тому числі на Заході. Він сподівався, що йому представиться можливість отримати постійну позицію в США, однак через важкий економічний стан у країні цим планам не судилося збутися. Серед книг, опублікованих ним наприкінці 1920-х і першій половині 1930-х років, — одна з перших монографій з квантової хімії (нім. Die Grundlagen der Quantenchemie), популярне видання «Фізика для всіх» (нім. Physik für Jedermann, лекції з ядерної фізики (нім. Die Umwandlungen der Chemischen Elemente) і один з перших підручників космології (нім. Kosmologische Probleme der Physik).

### Життя в еміграції (1935—1941)

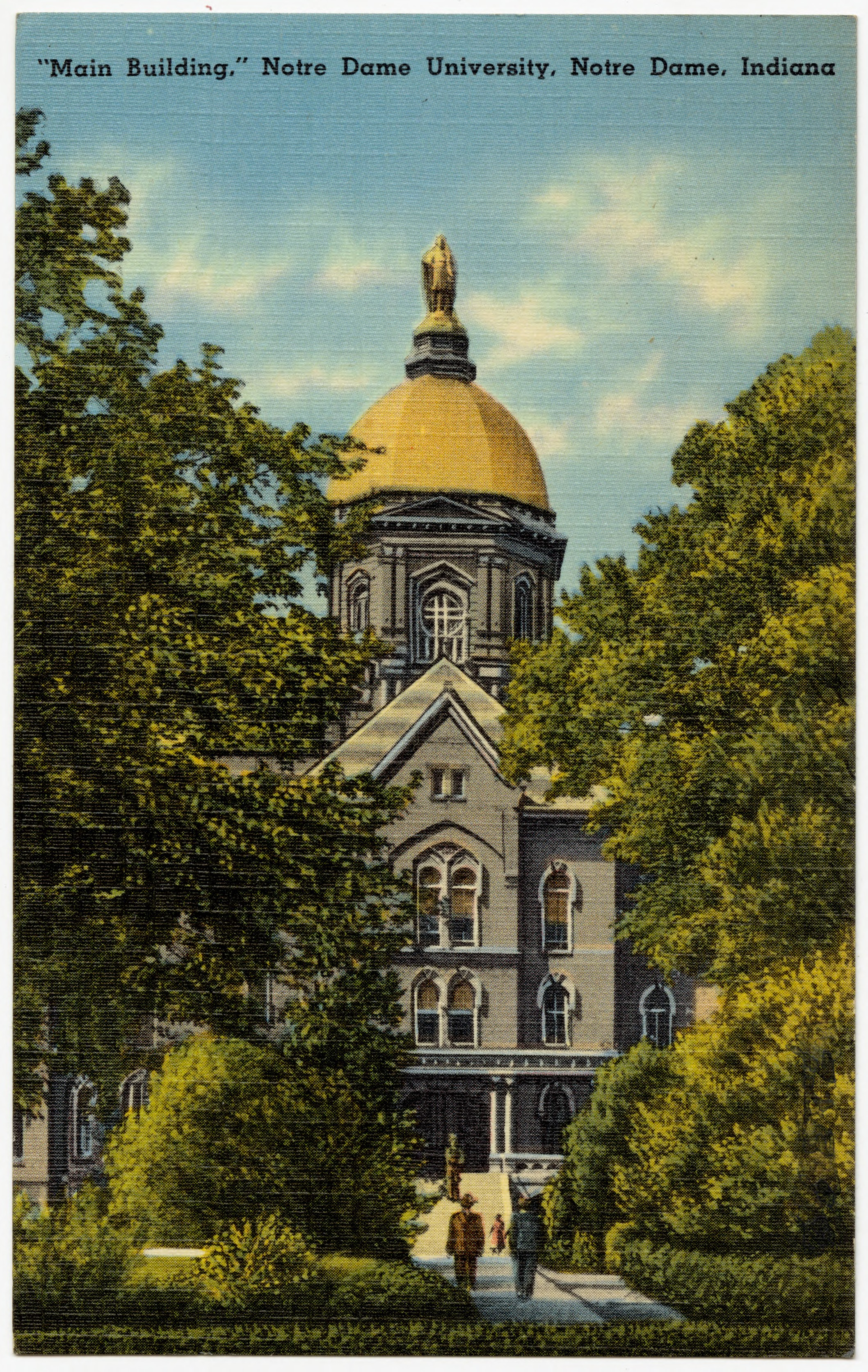
Університет Нотр-Дам на листівці середини XX століття

На початку 1930-х років в Австрії різко зріс вплив нацистів, який особливо посилився після приходу Гітлера до влади в Німеччині. Усе голосніше стали звучати заперечення націоналістично налаштованих науковців проти того, що єврей Гаас займає відповідальну посаду в Віденської академії наук. Усе це тільки збільшило бажання вченого покинути країну. 1934 року йому, нарешті, випала зручна можливість: невеликий Боудін-коледж у Брансвіку (штат Мен) запропонував австрійському фізику посаду запрошеного лектора терміном на один рік. Гаас прибув на місце до початку осіннього семестру 1935 року і, оскільки не мав наміру повертатися до Відня, відразу ж розпочав пошук постійної позиції, залучивши всі свої численні зв'язки. Однак жоден університет не міг запропонувати досить високооплачуване місце, яке відповідало б рівню настільки визнаного вченого, як Гаас. Лише в травні 1936 року він отримав запрошення з невеликого католицького Університету Нотр-Дам, президент якого Джон Френсіс О'Хара планував посилити дослідницьку сторону своєї установи. Хоча спочатку університету був потрібний експериментатор, лист Ейнштейна на підтримку Гааса схилив чашу терезів на користь останнього. Австрійський фізик, який розраховував спочатку зайняти позицію в більшому виші, після деяких роздумів погодився.
У вересні 1936 року Гаас із синами прибув у Саут-Бенд (штат Індіана) і розпочав виконувати свої обов'язки. Його дружина приєдналася до них пізніше, уладнавши справи з майном на батьківщині. 1938 року науковцю вдалося влаштувати еміграцію своїх брата й сестри з усе небезпечнішої континентальної Європи: Маргарете осіла в Англії, а Отто змінив кар'єру віденського адвоката на місце палеонтолога в США. У наступні роки в Університеті Нотр-Дам з'явився не один співвітчизник Гааса: керівництво, вражене участю австрійця у великій конференції з нагоди 300-річчя Гарвардського університету, де він виступав в одній секції з Ейнштейном і Еддінгтоном, вирішило зробити ставку на європейських вчених. Так, за рекомендацією Гааса в Саут-Бенд з'явилися математик Карл Менгер і фізик Юджин Гут; він також підтримав запрошення математиків Еміля Артіна і Курта Геделя, а в 1937 році був обраний членом Американської асоціації сприяння розвитку науки. З ініціативи Гааса цілий рік (1938-й) в Університеті Нотр-Дам провів Жорж Леметр, який серед інших відомих науковців узяв участь в організованій австрійцем першій конференції, повністю присвяченій питанням космології.
22 листопада 1940 року в Артура Гааса стався інсульт у чиказькому готелі, де він зупинився на час чергових зборів Американського фізичного товариства. Протягом кількох наступних місяців, проведених у лікарні, він рідко приходив до тями і 20 лютого 1941 року помер від пневмонії.

## Наукова діяльність

### Модель атома

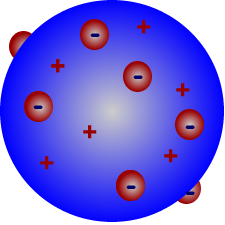
Модель атома Томсона

У 1910 році Гаас отримав свій найважливіший і найвідоміший результат, вперше зв'язавши структуру атома з квантовою гіпотезою Планка. На той час сенс цієї гіпотези і кванта дії, що зв'язує енергію й частоту випромінювання, залишався багато в чому незрозумілим. Альберт Ейнштейн і Вільгельм Він висловили ідею, що теорії Планка для опису рівноважного теплового випромінювання абсолютно чорного тіла, що оперує абстрактними гармонійними осциляторами, зовсім недостатньо для прояснення ситуації і, можливо, слід звернутися до процесів, що відбуваються всередині атомів. Гаас звернув увагу на цю думку про можливий зв'язок кванта енергії з якимись універсальними характеристиками матерії і взяв як таку характеристику розмір атомів. Для того, щоб отримати конкретний результат, він скористався популярною в той час моделлю атома Томсона, в якій вважалося, що негативно заряджені електрони рухаються всередині однорідної позитивно зарядженої сфери. У своїй роботі Гаас, розглянувши атом водню з одним електроном, що рухається на поверхні зарядженої сфери радіуса {\displaystyle a} (фактично розмір атома), використовував два припущення: 1) про рівність сили кулонівської взаємодії і доцентрової сили {\displaystyle e^{2}/a^{2}=ma(2\pi \nu _{\infty })} та 2) про рівність повної енергії електрона і кванта енергії випромінювання {\displaystyle e^{2}/a=h\nu _{\infty }}, де {\displaystyle \nu _{\infty }} — гранична частота спектральної серії Бальмера, {\displaystyle h} — стала Планка, {\displaystyle e} — елементарний електричний заряд. З цих співвідношень він вивів два результати. По-перше, він встановив зв'язок між сталою Планка і розміром атома: {\displaystyle h=2\pi e{\sqrt {ma}}}, фактично отримавши правильний вираз для радіуса Бора атома водню. Характерно, однак, що для Гааса атомні розміри видавалися фундаментальнішим первинним поняттям, ніж стала Планка. По-друге, він отримав вираз для граничної частоти {\displaystyle \nu _{\infty }}, що в сучасних позначеннях відповідає формулі для сталої Рідберґа {\displaystyle R=16\pi ^{2}me^{4}/h^{3}c}, що відрізняється від правильного виразу, отриманого Нільсом Бором в 1913 році, тільки на числовий множник 8. Загалом, отримані австрійським ученим оцінки не суперечили експериментальним даним того часу. Хоча модель Гааса не враховувала наявності збуджених станів, вона, тим не менше, виявилася важливим попередником моделі атома Бора.
Мабуть, першим, хто помітив роботу Гааса, був знаменитий голландський фізик Гендрік Лоренц, який уже в 1910 році згадав її у своїй лекції, прочитаній у Геттінгені. На його думку, гіпотеза Гааса, попри низку труднощів, заслуговувала на увагу, оскільки пов'язувала «загадку кванта енергії» з питанням про будову матерії — дві проблеми, які раніше видавалися абсолютно незалежними. У наступному році інший австрієць Артур Шидлоф (нім. Arthur Schidlof), відштовхуючись від роботи свого співвітчизника, запропонував інший спосіб увести квант дії в модель атома Томсона. Моделі Гааса і Шидлофа згадував Арнольд Зоммерфельд у своїй важливій доповіді на першому Сольвеївському конгресі, зазначивши, однак, що, на його думку, слід швидше пояснювати властивості атомів і молекул, виходячи з універсальної значущості кванта дії, ніж виводити його походження з атомних розмірів, як це робив Гаас. Бор також цитував роботу Гааса в своїй класичній статті 1913 року, що заклала фундамент його атомної моделі. Австрієць був одним з тих колег, яким данський фізик послав відбиток своєї статті, і одним з перших привітав автора з отриманими результатами. 1959 року в одному з листів Бор так оцінив роль Гааса в розвитку уявлень про будову атома:

…він [Гаас] був одним з перших, хто зацікавився інтерпретацією спектрів на основі квантової теорії й атомних моделей … проте значення відкриття атомного ядра не було усвідомлено, а тому не було й радикального відходу від загальноприйнятих ідей.
Оригінальний текст (англ.)
...he [Haas] was among the ﬁrst to be interested in the interpretation of spectra on the basis of quantum theory and atomic models … however, the significance of the discovery of the atomic nucleus was not recognized, and therefore also not the radical departure from accustomed ideas.

Гаас опублікував ще кілька статей, у яких розвивав свої ідеї. Улітку 1911 року побачила світ його велика робота, присвячена розрахунку геометричних конфігурацій розташування електронів, які забезпечили б стійкість моделі атома Томсона. Саме ця стаття увійшла в нову версію дисертації, з якою Гаас успішно пройшов габілітацію в Віденському університеті.

### Інші результати
У 1920 році Гаас незалежно від Френсіса Вілера Луміса і Адольфа Кратцера отримав формули для ізотопного ефекту обертальних спектрів молекул, тобто заклав основи методики визначення ізотопного складу елементів за характеристиками молекулярних спектрів. 1926 року він опублікував кілька робіт, присвячених ефекту Комптона, зокрема, провів детальні розрахунки ситуації, в якій фотони набувають значної енергії під час зіткнення з релятивістськими частинками (так званий зворотний ефект Комптона). 1927 року Гаас застосував уявлення про хвилі матерії до аналізу руху релятивістських частинок, а в 1929 році — до проблем статистичної термодинаміки. 1940 року він запропонував свою класифікацію ядерних ізотопів, що ґрунтується на об'єднанні кластерів із чотирьох ({\displaystyle ^{4}He}) і шести ({\displaystyle ^{6}He}) нуклонів, і спробував використовувати її для пояснення спостережуваної періодичності властивостей ядер (їхньої стабільності, маси й періоду напіврозпаду), зокрема, виявивши вплив на ефекти спарювання нуклонів і формування заповнених оболонок у ядрах.
Протягом усієї своєї кар'єри Гаас зберігав інтерес до проблем космології, причому питання про структуру й еволюцію Всесвіту було в його уявленні тісно пов'язане з фундаментальними константами фізики. Уже в першій своїй публікації на цю тему в 1907 році він на основі другого закону термодинаміки зробив висновок про скінченність часу існування Всесвіту. 1912 року фізик розвинув свою аргументацію: використав уявлення про флуктуації ентропії в різних частинах космосу, а також прийшов до висновку, що спостережуваний рівень радіоактивності вимагає скінченності Всесвіту. 1918 року він вперше звернувся до аналізу взаємозв'язку гравітаційної сталої й фундаментальних констант електродинаміки. 1930 року, незабаром після відкриття Едвіном Габблом розширення Всесвіту, Гаас на основі припущення, що гравітаційна енергія Всесвіту не повинна перевищувати повної енергії, що міститься в її масі, зміг оцінити розмір і щільність Всесвіту, а також швидкість її розширення. Використовуючи підхід, оснований на аналізі числових значень сталих, Гаас шукав кореляції між фундаментальними сталими, зокрема, в 1932 році спробував пов'язати сталу Планка з космологічними параметрами — такими як маса і радіус Всесвіту. Згодом він прагнув поліпшити свій метод, однак не зміг істотно просунутися в цьому напрямі, виявляючи лише випадкові чисельні збіги, а не фундаментальні зв'язки між сталими.

## Філософські та релігійні погляди
Наукові пошуки Гааса протягом усього його життя були пронизані прагненням зрозуміти зв'язок та кореляції між різними областями фізики, між мікросвітом (світом атомів) і макросвітом (Всесвітом в цілому), що проявлялося в наполегливих спробах знайти взаємозв'язок між фундаментальними сталими. Ці пошуки надихалися творчістю Гете з його уявленнями про єдину картину світу, що охоплює всі явища й закони. Однак, на думку Гааса, ці погляди вступали в протиріччя з розвитком сучасної науки, що ставала все спеціалізованішою і прагнула розчленувати природу на дедалі дрібніші частини. Вчений вважав, що є небезпека відмови від ширшої картини світу і глибшого розуміння на догоду абстрактного формалізму. Тому він вітав появу принципу невизначеності в квантовій механіці, вбачаючи в ньому природне (або дане Богом) обмеження спроб розчленувати природу. Філософські погляди Гааса знаходили безпосереднє відбиття в його історичних дослідженнях, у яких можна знайти також вплив робіт Ернста Маха і Вільгельма Оствальда з історії науки.
Гаас, що виріс у середовищі ліберальної єврейської буржуазії, був спочатку неособливо релігійний. У квітні 1904 року він вийшов з юдейської громади Брюнна, а в листопаді, під час перебування в Геттінгені, перейшов у лютеранську віру, прийнявши хрещення в церкві Св. Мартіна в Гайсмарі. Причини цього кроку не відомі: можливо, він шукав духовну опору для своїх занять наукою або ж у такий спосіб намагався полегшити розвиток своєї кар'єри. Пізніше Гаас перейшов у католицизм і вінчався з Еммою Хубер у соборі Св. Стефана у Відні. Серед можливих причин — духовні пошуки, звернення в католицьку віру багатьох членів сім'ї Стракош або ж просто той факт, що його майбутня дружина була побожною католичкою. Хоча в своїх наукових дослідженнях Гаас не звертався до релігійних аргументів, він не бачив протиріччя між релігією та наукою і навіть вважав, що сучасний розвиток фізики й астрономії «швидше сприяє посиленню релігійних почуттів, ніж їх ослабленню». Працюючи в католицькому Університеті Нотр-Дам, у своїх виступах він неодноразово звертався до цієї теми. Так, вчений вважав, що сам факт скінченності Всесвіту в просторі й часі вказує на існування творця. Цю думку він розвивав і в одній з останніх своїх лекцій, виголошених в 1940 році:

Закони природи, ця матеріалістична заміна божества, в сучасній фізиці більше не здаються абсолютно вірними; вони виникають лише як правила, засновані на статистичному знанні, так що відхилення від цієї норми не суперечать основним принципам сучасної фізики. Якщо, проте, закони природи є по суті статистичними, то з фізичної точки зору здається безглуздим розглядати унікальні події, такі як створення всесвіту. Процеси настільки унікальні, що не можна помислити інший приклад того ж роду, не можуть бути предметом статистичного, а, отже, і фізичного розгляду.
Оригінальний текст (англ.)
The laws of nature, the materialistic substitute for deity, appear in modern physics no longer as absolutely valid; they only appear as rules based on statistical knowledge so that deviations from that norm do not contradict the basic principles of modern physics. If, however, laws of nature are essentially statistical, then it seems meaningless to consider, from the standpoint of physical laws, unique events, as a creation of a universe. Processes so unique that no second of its kind can be thought of cannot be subject of statistical and, therefore, not physical consideration.

## Публікації

### Монографії
- Haas A.E. Die Entwicklungsgeschichte des Satzes von der Erhaltung der Kraft. — Wien : Alfred Hölder, 1909.
- Haas A.E. Der Geist des Hellenentums in der modernen Physik (Antrittsvorlesung am 17. Januar 1914 in der Aula der Universitär Leipzig). — Leipzig : Veit, 1914.
- Haas A.E. Die Grundgleichungen der Mechanik: Dargestellt auf Grund der geschichtlichen Entwicklung. Vorlesungen zur Einführung in die theoretische Physik, gehalten im Sommersemester 1914 an der Universität Leipzig. — Leipzig : Veit, 1914.
- Haas A.E. Einführung in die Theoretische Physik. — Leipzig : Veit, 1919—1921.
- Haas A.E. Das Naturbild der neuen Physik. — Berlin : Vereinigung wissenschaftlicher Verleger, 1920.
- Haas A.E. Vektoranalysis: In ihren Grundzügen und wichtuigsten physikalischen Anwendungen. — Berlin : Vereinigung wissenschaftlicher Verleger, 1922.
- Haas A.E. Atomtheorie in elementarer Darstellung. — Berlin—Leipzig : DeGruyter, 1924.
- Haas A.E. Die Welt der Atome. — Berlin : DeGruyter, 1926.
- Haas A.E. Die kosmische Bedeutung des Compton-Effekts. — Wien : Anzeiger der Akademie der Wissenschaft, 1926.
- Haas A.E. Mechanik der Massenphysik und der Starren Körper. — Leipzig : Akademische Verlagsgesellschaft, 1926.
- Haas A.E. Materiewellen und Quantenmechanik. — Leipzig : Akademische Verlagsgesellschaft, 1928.
- Haas A.E. Die Grundlagen der Quantenchemie. — Leipzig : Akademische Verlagsgesellschaft, 1929.
- Haas A.E. Physik für Jedermann. — Berlin : Springer, 1933.
- Haas A.E. Physik des Tonfilms. — Leipzig : B. G. Teubner, 1934.
- Haas A.E. Kosmologische Probleme der Physik. — Leipzig : Akademische Verlagsgesellschaft, 1934.
- Haas A.E. Die Umwandlungen der Chemischen Elemente. — Berlin : DeGruyter, 1935.
- Arthur Erich Haas und der erste Quantenansatz für das Atom / Hermann A. (Hrsg.). — Stuttgart : Ernst Battenberg, 1965.

### Статті
- Haas A.E. Antike Lichttheorien // Archiv für Geschichte der Philosophie. — 1907. — DOI:10.1515/agph.1907.20.3.345.
- Haas A.E. Die allgemeinsten Gesetze des physikalischen Geschehens und ihr Verhältnis zum zweiten Hauptsatze der Wärmelehre // Annalen der Naturphilosophie. — 1907.
- Haas A.E. Über die elektrodynamische Bedeutung des Planck’schen Strahlungsgesetzesund über eine neue Bestimmung des elektrischen Elementarquantums und der Dimensionen des Wasserstoffatoms // Sitzungsberichte der kaiserlichen Akademie der Wissenschaften Wien. — 1910.
- Haas A.E. Über eine neue theoretische Bestimmung des elektrischen Elementarquantums und des Halbmessers des Wasserstoffatoms // Physikalische Zeitschrift. — 1910.
- Haas A.E. Der Zusammenhang des Planckschen Wirkungsquantums mit den Grundgrößen der Elektronentheorie // Jahrbuch der Radioaktivität und Elektronik. — 1910.
- Haas A.E. Gleichgewichtslagen von Elektronengruppen in einer äquivalenten Kugel von homogener positiver Elektrizität // Sitzungsberichte der kaiserlichen Akademie der Wissenschaften Wien. — 1911.
- Haas A.E. Rotationsspektrum und Isotopie // Zeitschrift für Physik. — 1921. — DOI:10.1007/BF01328044.
- Haas A.E. Über Frequenserhöhungen von Lichtquanten durch Zusammenstöße mit rasch bewegten Materieteilchen // Sitzungsberichte der kaiserlichen Akademie der Wissenschaften Wien. — 1926.
- Haas A.E. Die Ableitung des Boltzmannschen Entropiegesetzes mittels der Vorstellung der Materiewellen // Monatshefte für Chemie und verwandte Teile anderer Wissenschaften. — 1929. — DOI:10.1007/BF01521784.
- Haas A.E. A relation between the radial velocities of spiral nebulæ and the velocity of dissolution of matter // Nature. — 1930. — Т. 126. — С. 722. — DOI:10.1038/126722a0.
- Haas A.E. Wirkungsquantum und kosmische Konstanten // Naturwissenschaften. — 1932. — DOI:10.1007/BF01504915.
- Haas A.E. A relation between the fundamental constants of physics // Physical Review. — 1936. — Т. 49. — С. 636. — DOI:10.1103/PhysRev.49.636.
- Haas A.E. The size of the Universe and the fundamental constants of physics // Science. — 1936. — Т. 84. — С. 578—579. — DOI:10.1126/science.84.2191.578.
- Haas A.E. On some periodic properties of the system of isotopes // Proceedings of the National Academy of Sciences. — 1940. — Т. 26. — С. 305—312. — DOI:10.1073/pnas.26.4.305.